# Dauphin (1664)
Pour les articles homonymes, voir Dauphin (homonymie).
Le Dauphin est un navire de guerre de la Marine royale française en service de 1664 à 1700. C'est un vaisseau de ligne de quatrième rang portant 54 canons.

## Historique
Baptisé Dauphin en 1662, il est mis à flot à Toulon en mars 1664. Le 30 octobre 1664, il effectue, avec l'escadre du duc de Beaufort, l'évacuation des troupes françaises qui avaient tenté un débarquement en Kabylie, à Jijel. Le 24 août 1665, il participe à la prise d'une escadre algéroise par le duc de Beaufort à Cherchell. Engagé en 1666 dans la campagne du Ponant, il est commandé par le marquis de Martel, il est par la suite désarmé à Toulon. En 1670 et 1671, il croise le long des côtes barbaresques.
Renommé le Vermandois le 24 juin 1671, il participe à la bataille d'Agosta le 22 avril 1676, puis à celle de Palerme le 31 mai 1676 sous le commandement du marquis de la Porte.
Il est rebaptisé le Vigilant le 28 juin 1678. En mai 1684, il participe au bombardement de Gênes commandé par le chevalier de Villars, au sein de l'escadre de Duquesne. Le 10 juillet 1690, il s'illustre à la bataille du cap Béveziers. En 1693, il participe à la campagne de Lagos.
Désarmé à Toulon en janvier 1700, après une longue et glorieuse carrière, il est vendu aux démolisseurs le mois suivant.